# Un attimo, una vita
Un attimo, una vita (Bobby Deerfield) è un film del 1977 diretto da Sydney Pollack con protagonista Al Pacino, tratto dal romanzo Il cielo non ha preferenze di Erich Maria Remarque.

## Trama
Il giovane americano Bobby Deerfield, campione di Formula 1, non vive che per la sua automobile e le sue corse. Durante un Gran Premio un suo compagno di scuderia muore in uno scontro con un collega. Volendo saperne di più sull'incidente, poiché teme per la propria vita, Bobby si reca in una clinica svizzera, per interrogare il pilota sopravvissuto. Lì viene avvicinato da una ragazza fiorentina, Liliana Morelli, che lo prega di accompagnarla in Italia con la sua macchina. Da quell'incontro nasce un amore che solo la morte di Liliana, affetta da un male incurabile, potrà stroncare, e dopo il quale Bobby sarà un uomo del tutto cambiato.

## Produzione
Una parte del film è stata girata tra Lierna e Varenna sul lago di Como e anche a Firenze.

## Riconoscimenti
Nomination ai Golden Globe 1978 come miglior attore in un film drammatico (Al Pacino)